# Hertog van Genua

Wapen van de lijn Savoye-Genua

De Italiaanse adellijke titel hertog van Genua werd voor het eerst gecreëerd in 1831 voor prins Ferdinand, prins van Carignano en lid van het huis Savoye. De titel stierf uit met het overlijden van de laatste hertog in 1996